# オペラ座の怪人 (1989年の映画)
『オペラ座の怪人』（原題：The Phantom of the Opera）は、1989年制作のアメリカ合衆国のホラー・ミステリ映画。
ガストン・ルルー原作の『オペラ座の怪人』の翻案。現代のオペラ歌手がタイムスリップ、怪人と出会うという設定でリメイクした作品。ロバート・イングランドが怪人を演じる。怪人をシリアルキラーと同様の暴力的連続殺人鬼として描いた過激な場面が多く、ホラーテイストが強い作品。続編『オペラ座の怪人2』（1991年）も制作された。

## あらすじ
現代のニューヨーク。オペラ歌手志望のクリスティーンはある日、音楽図書館の古書の中からエリック・デスラーなる人物が作曲した“勝ち誇るドン・ジュアン”の楽譜を見つける。クリスティーンはその曲をオーディションで使用することにするが、オーディションの最中突然倒れてしまう。
気がつくと、そこは100年前のロンドンだった。クリスティーンはそこで自分が見つけた例の曲の作者デスラーと出会う。だが彼は音楽のために悪魔に魂を売り渡し、その代償として醜く崩れた顔を殺害した人間の皮膚で覆い、劇場の地下水道に暮らして作曲を続けていた。
デスラーはクリスティーンこそが自分の曲に最も相応しいとして彼女を指導、そのおかげでクリスティーンはオペラ座の主演の座を居留める。だがその一方、デスラーは彼女の邪魔をする者を次々と殺していく。

## キャスト
- エリック・デスラー：ロバート・イングランド
- クリスティーン・デイ：ジル・シュエレン
- リチャード・ダットン：アレックス・ハイド＝ホワイト
- マーティン・バートン：ビル・ナイ
- カルロッタ：ステファニー・ローレンス
- ホーキンス：テレンス・ハーヴェイ
- メグ（ニューヨーク）：モリー・シャノン
- メグ（ロンドン）：エマ・ローソン